# (8515) Corvan
(8515) Corvan est un astéroïde de la ceinture principale.

## Description
(8515) Corvan est un astéroïde de la ceinture principale. Il fut découvert le 4 septembre 1991 à Siding Spring par Robert H. McNaught. Il présente une orbite caractérisée par un demi-grand axe de 2,62 UA, une excentricité de 0,16 et une inclinaison de 13,2° par rapport à l'écliptique.

## Compléments